# Încadratură
În terminologia fotografică, cinematografică și de televiziune, încadratura reprezintă cadrul sau planul cinematografic din punctul de vedere al limitelor cadrului, raportate la subiectul fotografiei/filmării, spre deosebire de sensul de DEX, care se referă la rama unui tablou.
Numită în limbaj familiar și cadru sau plan, încadratura este un mijloc de expresie în cinematografie si provine din limbajul italian "inquadratura".  Primele filme erau turnate la cadru general, datorită opticii primitive a vremii. Odată cu răspândirea obiectivelor cu focală lungă și rafinarea limbajului cinematografic, prim-planul (cadrul care arată fața și o parte din bustul persoanei) și mai apoi gros-planul (o parte a feței) au devenit mijloace specifice de expresie cinematografică, prin opoziție cu ceea ce spectatorul unei piese de teatru sau al unui spectacol de operă putea vedea cu sau fără un binoclu.
Succesiunea cadrelor sau a planelor dintr-un film se numește decupaj. Trecerea camerei de la un cadru mai larg la unul mai strâns, fără schimbarea punctului de stație al camerei, se numește transfocare ("a strânge" sau "a lărgi" în limbajul familiar al operatorilor) și se realizează cu ajutorul unui obiectiv special, cu distanță focală variabilă, numit transfocator sau zoom.

## Succesiunea și definițiile încadraturilor
1. Plan-detaliu (PD) — un detaliu de obiect sau față (nas, gură, ochi - dar nu fața fără frunte sau bărbie).
2. Gros-plan (GP) — fața prezentată aproape în întregime, fără frunte sau fără bărbie, dar, în teorie, nu fără amândouă.
3. Prim-plan (PP)— fața, cu o parte a gâtului și bustului, cea mai comună încadratură la jurnalele TV.
4. Plan mediu (PM) — prin această denumire se înțeleg diferite încadraturi, care încep de la brâu în sus.
5. Plan american (P Am) — cadru apărut în filmele Western, limitat la jumătatea gambei. Realizatorii aveau tendința de a înfățișa protagonistul, cu fața recognoscibilă, dar și mișcarea pe cal. Cadrul întreg a fost restrâns - sau planul mediu a fost lărgit - astfel încât să cuprindă parțial și calul eroului. "Planul american de televiziune" sau cadrul mediu limitat la jumătatea coapsei a fost numit ca atare fiindcă îndeplinește o funcție de conținut asemănătoare, dar adaptat la dimensiunile mai reduse ale ecranului TV.
6. Plan întreg (PÎ) — persoana înfățișată din cap până în picioare.
7. Plan general (PG) — un cadru cu mai multe personaje, un peisaj sau obiecte.
8. Plan de ansamblu (P Ans) — planul general larg care oferă spectatorului o privire de ansamblu.
9. Cadru de localizare — un plan de ansamblu situat de regulă la începutul narațiunii cinematografice, pentru a situa spațial privitorul (după ango-saxonul: establishment shot).

## Terminologia franceză, germană și engleză
Plan și cadru denumesc același lucru în limbajul de specialitate, iar motivul existenței acestui dublet semantic este de natură istorică: plan a fost preluat din limbajul cinematografic francez, în timp ce cadru a început să fie folosit pentru acest sens în română si preluat din limbajul italian "quadro". Corespondentul englez al planului este shot.